# Claus de Werve
Claus de Werve (Hollandia, Haarlem, 1380. március 6. – Franciaország, Dijon, 1439. október 8.) holland származású szobrász.

## Életrajza
Claus de Werve, a hollandiai Haarlemben Claus Sluter szobrász és építőmester unokaöccse és tanítványa volt, aki 1396 december 16-án magával vitte Burgundiába, dijoni műtermébe, ahol két és fél évet töltött mint nagybátyja első munkása. Nagybátyja halála után 1406. januárjától folytatta annak munkáját, egészen munkaadója Merész Fülöp haláláig, 1420. április 5-ig. A herceg halála után VIII. Amadé savoyai herceg hívására 1408-ban Chambéry-be ment, majd 1411-1412-ben Párizsban dolgozott. 1420-1422 körül súlyosan megbetegedett, kezelését a herceg támogatta. Meghalt Dijonban, 1439. október 8-án.
Az ő nevéhez fűződik számos vallási témájú szobor, mely megőrződött Burgundiában és máshol, melyek az ő műhelyében készültek. Többet közülük a dijoni múzeumban őriznek.

## Főbb munkái
- Passio, oltárkép (1430) - St. Vincent de Bessey les Cîteaux templom
- Kegyeleti emlékmű Aimé Chalon, korábban Szent Péter apátság Baume-les-Messieurs
- Madonna és a gyermek -  klarisiek kolostora Polignyi, jelenleg a Metropolitan Museum of Art, New York
- Krisztus a sírban, Langres székesegyház
- Angyali üdvözlet szoborcsoport, Saint-Seine-l'Abbaye (Gold Coast) bencés apátság
- Szobrok: Szűz és  Szt. János egy vértanú Szent Denis templom Nuits-Saint-Georges, most a plébániatemplom premeaux-prissey (Côte d'Or)
- Szobor: Szűz és a Gyermek, plébániatemplom Saint-Aignan az Rouvres-sous-Meilly
- Virgin és a gyermek 1415 - 1420 körül, mészkő, Auxonne, Notre Dame

## Galéria

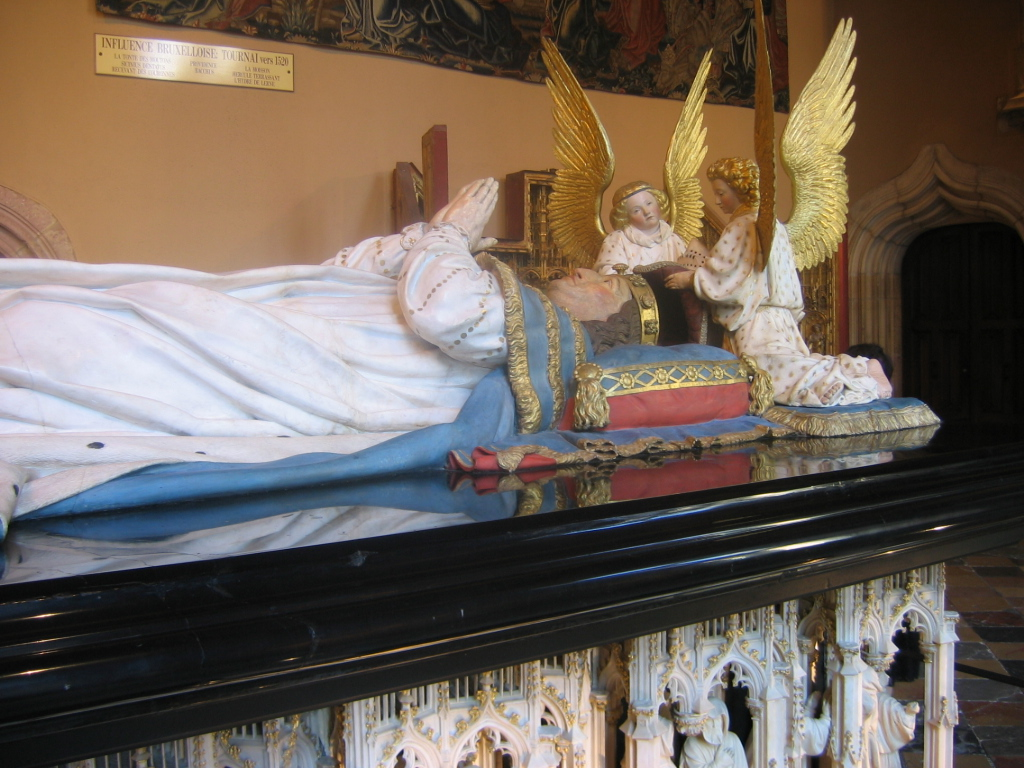
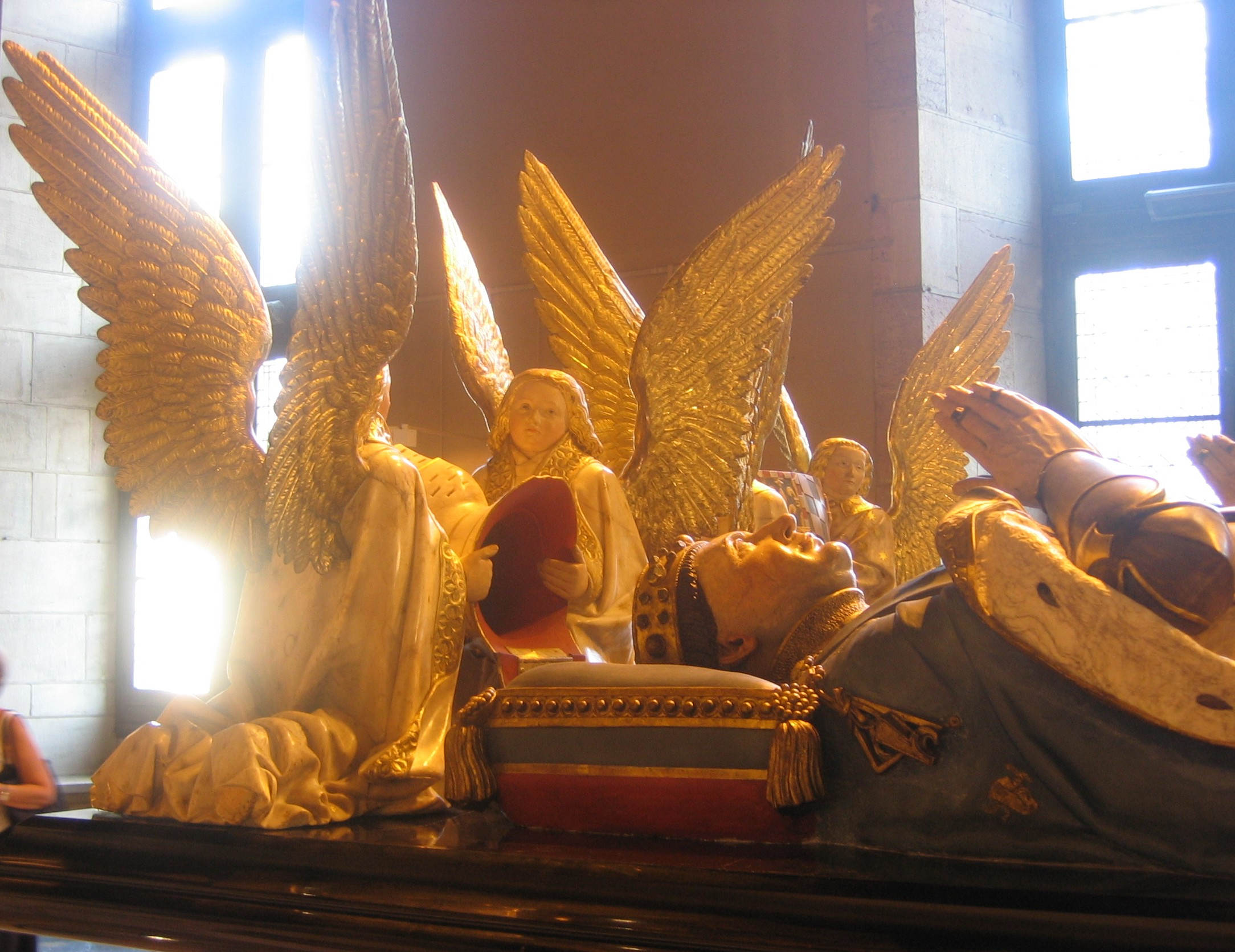
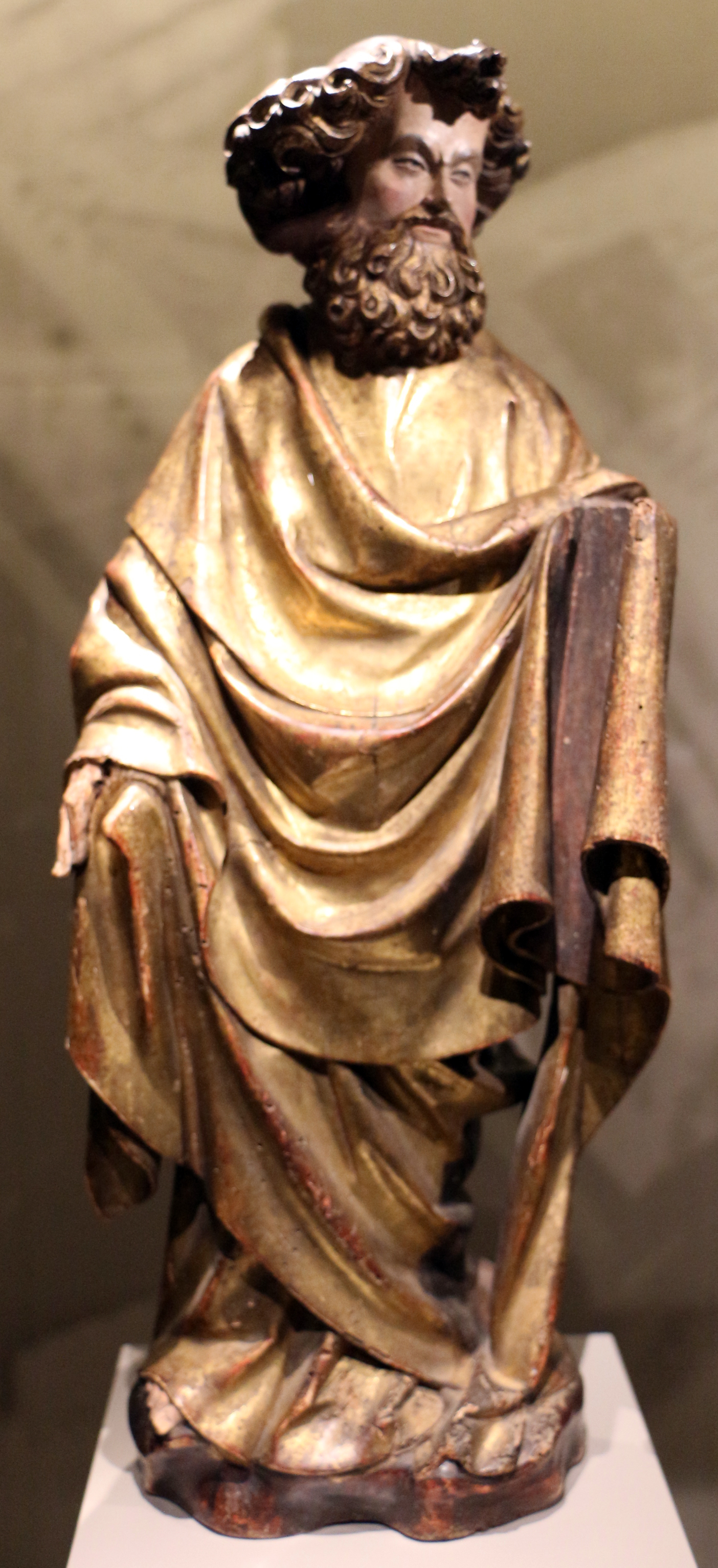
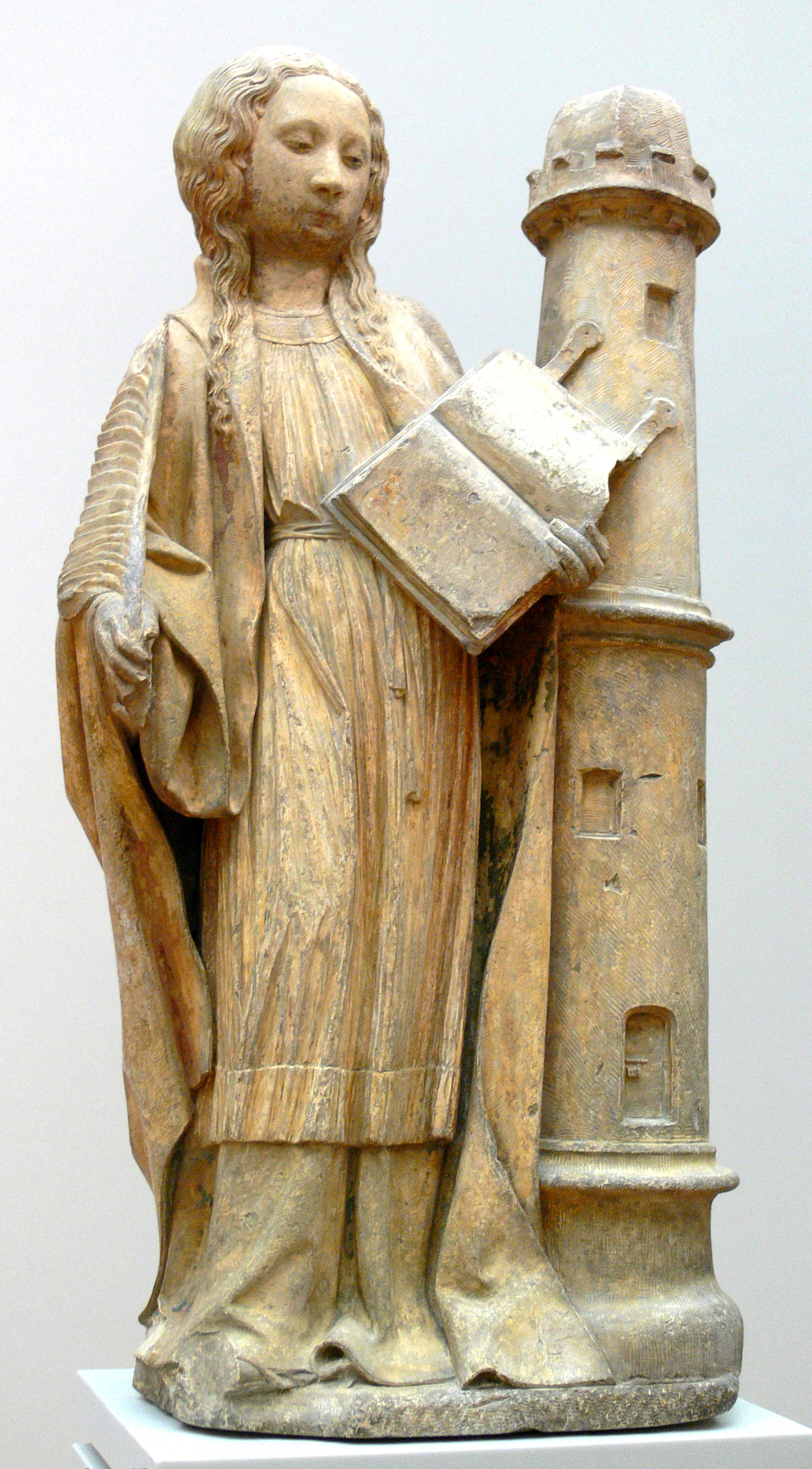